# Счастливые дни (фильм, 1991)
«Счастли́вые дни» — дебютный полнометражный фильм Алексея Балабанова, созданный по мотивам творчества Сэмюэла Беккета — небезызвестного ирландского писателя и одного из основоположников драмы абсурда. Сюжет основывается на нескольких рассказах 1946 года: «First Love», «The Expelled», «The Calmative» и «The End», а название взято из пьесы «Happy Days» (1960). Картина участвовала во внеконкурсной программе Каннского кинофестиваля.

## Сюжет
Действие фильма начинается в больнице, где врачи осматривают безымянного пациента (персонажа Виктора Сухорукова) с травмой темени. Признав его безнадёжным, они отправляют его на улицу. С этого момента начинается его путешествие.
Город, представленный в фильме, — пустынный Петербург с облупившимися фасадами старинных домов, редкими жильцами и пустыми трамваями, движущимися по безлюдным улицам. По улицам, мимо домов и трамваев, одиноко бредёт главный герой. Те редкие люди, с кем пересекается его путь, называют его по-разному: одни — Сергеем Сергеевичем; другие — Петром, а хрупкая белокурая девушка (проститутка), подсевшая к нему на заснеженном кладбище, называет его Борей и говорит, что ждёт от него ребёнка. 
Герой стремится лишь к одному — найти себе комнату, где можно жить, но даже эта цель оказывается недостижимой. В финале он находит убежище в лодке, которую один из бездомных приготовил вместо гроба. В это время на город обрушивается наводнение.

## В ролях
- Виктор Сухоруков — Он
- Анжелика Неволина — Анна
- Николай Лавров — Сергей Сергеевич Сысоев
- Евгений Меркурьев — слепой с осликом
- Алексей Оленников
- Георгий Тейх — старик, папа слепого
- Аркадий Шароградский — начальник прачечной
- Ричард Богуцкий  — врач
- Любовь Тищенко — хозяйка квартиры
- Милена Тонтегоде — жена Сергея Сергеевича
- Марина Юрасова — хозяйка квартиры
- Наталья Илюхина — Татарка

## Награды
- 1991 — приз «Грёзы Парижа» на кинофестивале в Заречном
- 1991 — приз жюри критиков «За создание целостного кинематографического мира и бескомпромиссное следование изначальному авторскому выбору» на кинофестивале в Заречном
- 1992 — приз за лучший полнометражный фильм на кинофестивале «Дебют» в Москве